# Bateke
Bateke (zwani też Teke) – ludność Bantu z Afryki Środkowej. Zamieszkują głównie Republikę Konga, ale także przygraniczne obszary Gabonu i Demokratycznej Republiki Konga. Bateke historycznie są połączeniem rolników, zręcznych rybaków i rzecznych handlarzy.
Pochodzenia Bateke są prezydenci Gabonu: Omar Bongo (w latach 1967-2009) oraz jego syn – Ali Bongo Ondimba (od 2009).

## Nazewnictwo
Nazwa „Teke” oznacza „kupować” i wskazuje na zawód ludzi, którzy zajmowali się handlem. Do Bateke należy wiele podgrup i są to: Boma, Nzikou, Nziziu, Kukuya, Angungwel (Bangangoulou), Fumu, Mfununga (Wumbu), Nzabi, Sisi, Tsangui, Mbamba, Yaka, Teke-Tsayi, Lale, Tegue (Teke-Alima), Mbeti (Mbere).

## Kultura

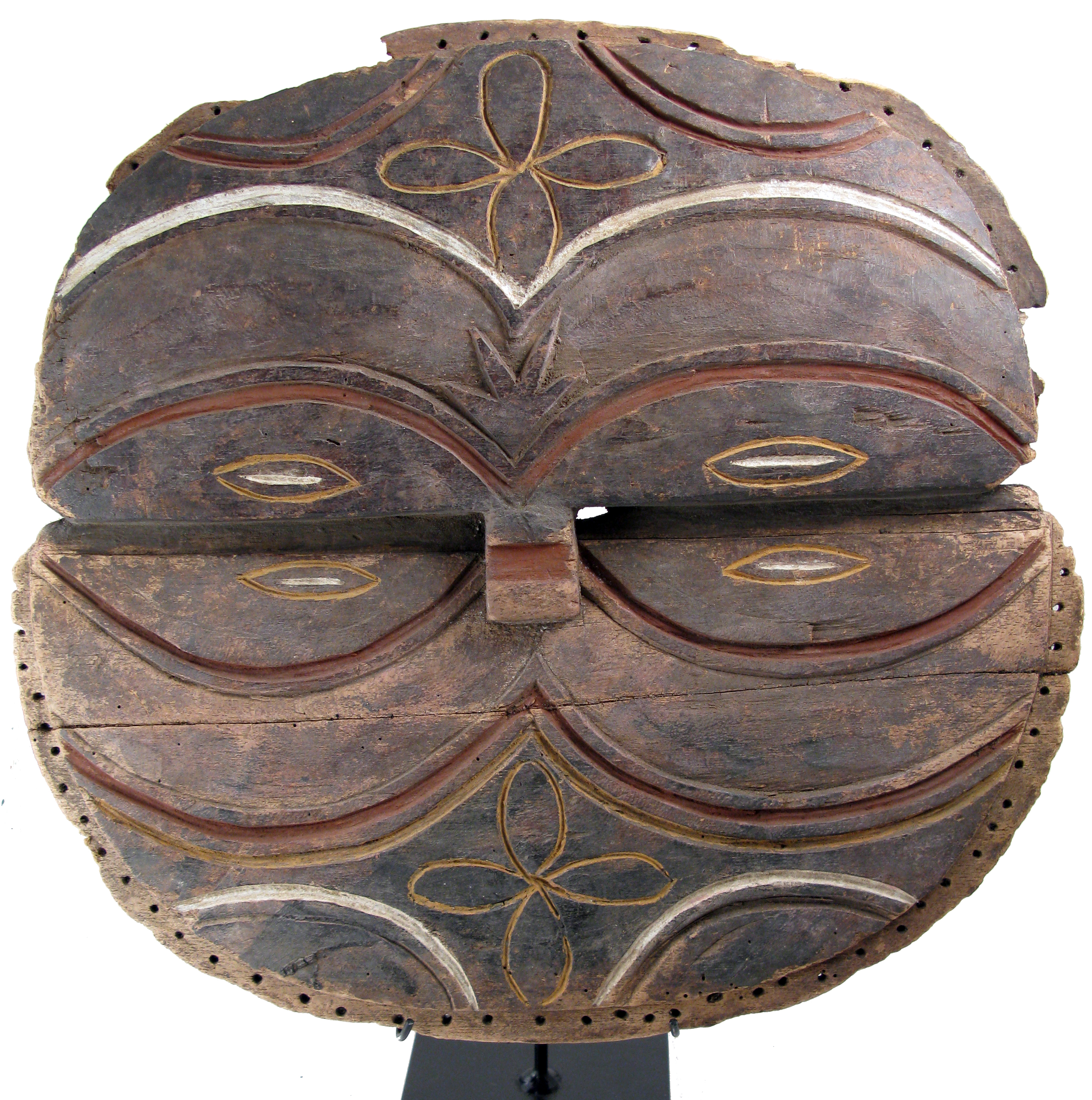
Stara maska Bateke

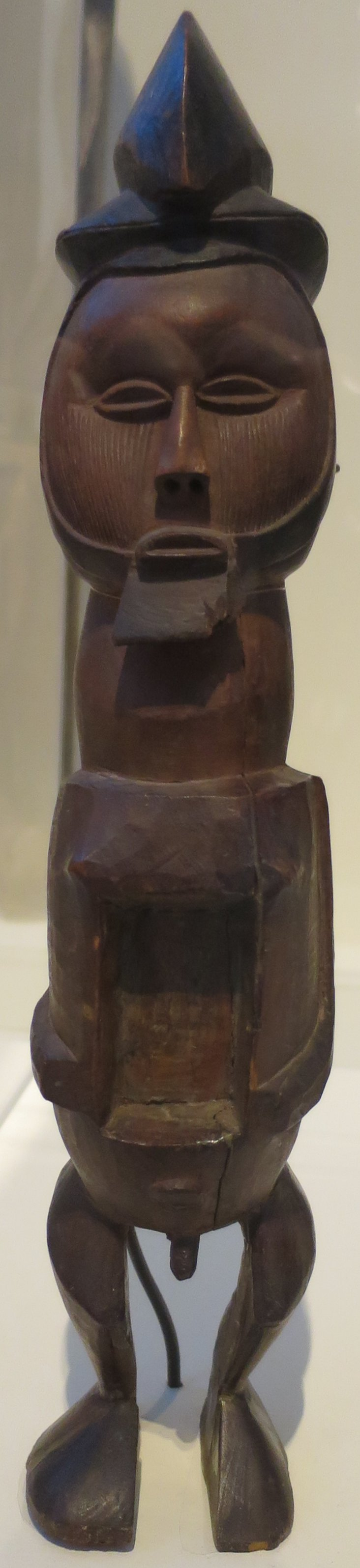
Rzeźba drewniana męskiej postaci butti.

Najbardziej są znani ze swoich fetyszy, zwanych butti, które służą im w kulcie szerokiego zakresu nadprzyrodzonych mocy wysyłanych przez przodków, którzy bezpośrednio nie są czczeni. Wierzą w najwyższą istotę, stwórcę wszechświata zwanego Nzambi, którego łaski można uzyskać za pomocą duchów opiekuńczych. 
Są także znani ze swoich masek Teke, które są okrągłymi płaskimi dyskami jak drewniane maski, które mają abstrakcyjne wzory i geometryczne motywy z poziomymi liniami. Są używane głównie podczas tradycyjnych ceremonii tańca, takich jak ślub, pogrzeb i inicjacji młodych mężczyzn wchodzących w dorosłość.

## Historia
Według Abrahama Ndinga-Mbo, Teke są najstarszą grupą ludności Bantu w Republice Konga. W XV wieku uczynili lokalne królestwo, które handlowało niewolnikami i tytoniem wzdłuż rzeki Kongo. W XV i XVI wieku prowadzili wojnę ze swoimi południowo-zachodnimi sąsiadami – Bakongo.
Królestwo Teke, największy obszar osiągnęło na początku XVIII wieku, gdy dzięki handlowi i podbojom wojskowym rozciągało się po obu stronach rzeki Kongo, od basenu Malebo (dawniej Stanley Pool) na północ, do obszaru wokół Bolobo.
Pod wpływem nacisków, niemal równocześnie od Mbochi na północy i Bakongo na południu, Teke porzucili swój rozległy obszar, aby zamknąć się w swoich obecnych granicach, gdzie w środku znajdują się rozległe i suche wzgórza i góry.
W 1880 roku Pierre Savorgnan de Brazza niedaleko Basenu Malebo założył stację handlową, która później przekształciła się w Brazzaville. De Brazza poznał wielkiego króla Teke, którym był wtedy Ilo Makoko i negocjował z nim, aby ich region stał się francuską kolonią. W 1882 r. Królestwo Teke zostało scedowane na środkową kolonię Kongo (część Francuskiej Afryki Równikowej), której de Brazza był komisarzem generalnym. 
Francuzi prowadzili ostry, gwałtowny i uciskający reżim, a następca Ilo Makoko bezskutecznie próbował zbuntować się przeciwko kolonialistom w roku 1898. Ponad trzy czwarte Bateke zginęło w represjach.